# Metal Gear Solid 2: Substance
Metal Gear Solid 2: Substance (メタルギアソリッド2：物質 Metaru Gia Soriddo 2: Busshitsu) es un relanzamiento del juego original Metal Gear Solid 2: Sons of Liberty, publicado por Konami. Se lanzó entre los años 2002 y 2003, para las plataformas PlayStation 2, Xbox, y Microsoft Windows. Además de incluir el modo historia del juego, este juego incluye más de 500 misiones VR para jugar ya sea con Snake o Raiden,

## Historia
La historia es exactamente la misma que la del juego original, ya que este modo historia no cambia en nada, más allá de que en el modo teatro se pueden cambiar a los personajes en las cinemáticas.
Es el año 2007, nos encontramos dos años después del incidente de Shadow Moses (narrado en Metal Gear Solid). Durante estos dos años la tecnología secreta de Metal Gear gracias a Revolver Ocelot ha circulado libremente por el mercado negro. Como consecuencia han aparecido incontables versiones pirata de Metal Gear por todo el mundo. En medio de todo esto está Solid Snake, actual miembro de la recién fundada Philanthropy, una especie de ONG anti-Metal Gear, junto con su compañero Otacon (Hal Emmerich) han viajado por el mundo para destruir estas réplicas para evitar una catástrofe nuclear. 

### Resumen de la trama
Solid Snake, trabajando ahora como agente de Philantrophy, se encuentra caminando en una noche lluviosa en el puente George Washington de Nueva York con la intención de infiltrarse en el barco USS Discovery. Trabajando con su mejor amigo Otacon vía Codec, su misión es infiltrarse en el buque para tomar muestras fotográficas de un nuevo prototipo de Metal Gear, perteneciente al Cuerpo de Marines de los Estados Unidos, que supuestamente estaría siendo transportado en el buque que navegaba por el Río Hudson.
Este nuevo modelo de Metal Gear, con un nombre clave de Metal Gear RAY, fue desarrollado por el Cuerpo de Marines, para combatir a la gran cantidad de versiones de Metal Gear que fueron desarrollados dentro del mercado negro después del incidente de Shadow Moses. Philanthropy fue formada por Nastasha Romanenko y Otacon específicamente para combatir esto. Inmediatamente después de infiltrarse, Snake se percata de que mercenarios rusos comandados por el coronel del GRU Sergei Gurlukovich se han tomado el control de las instalaciones del barco petrolero eliminando a los Marines con los que se cruzan lo cual complica más la misión. Snake le toma una fotografía. Luego continua su misión. Más tarde, Snake se da cuenta de que el USS. Discovery esta en medio del océano Atlántico, a 500 millas de la costa de las Bermudas. Luego, Snake se encuentra con la hija de Sergei, Olga Gurlukovich, después de un intenso tiroteo con armas de fuego, Snake logra dormir a Olga con una M9, una pistola tranquilizadora y es fotografiado por un Dron Cypher. Tras esto, Snake logró llegar a las bodegas del buque, donde el cuerpo de Marines escuchaba un discurso del Comandante de los Marines, Scott Dolph que se encontraba de pie, frente a RAY.
Después de tomar fotografías de RAY desde el frente, izquierda, derecha y de la insignia de los "Marines" en sus piernas, Snake se dirigió a una computadora que Otacon había hackeado con el fin de que Snake pudiera enviarle las fotografías. Después de enviarlas, el discurso del comandante es interrumpido por Revolver Ocelot, Sergei Gurlukovich y sus mercenarios. Gurlukovich habló de cómo fue el robo de Metal Gear RAY y como podría ser devuelto a su patria. Toda la tecnología y los datos que dieron a luz a Metal Gear RAY eran de fabricación rusa. Ocelot, divertido por lo que decía, informó a Sergei que el robo no era para Rusia, sino que era para los Patriots (Él lo anunció como La-Li-Lu-Le-Lo). Ocelot procedió a matar Gurlukovich, a Scott Dolph y varios miembros de los mercenarios rusos. Ocelot activó todas las bombas SEMTEX que plantó alrededor de todo el buque, para hundir este mismo. Luego, procedió a subirse a RAY, pero antes de hacerlo, Snake salió de su escondite y se enfrentó a Ocelot. Pero antes de cualquier oportunidad de reaccionar, Liquid Snake tomó el control de la mente de Ocelot, gracias al brazo de Liquid que se implantó en reemplazo de la mano derecha que le fuera cercenada por Gray Fox, este empezó a hablar con la voz de Liquid Snake. Frente a su hermano, Liquid se subió a RAY y destruye completamente todo el buque. RAY salta y se va del lugar, dejando a Solid Snake flotando en el mar.
En 2009, un grupo terrorista denominado Sons of Liberty toma el control de las instalaciones del Big Shell, una planta depuradora construida en el Océano Atlántico para limpiar los químicos dejados por el derrame de petróleo causado por el ataque terrorista de dos años atrás. Entre sus exigencias, está la suma de treinta mil millones de dólares. Advierten de que entre los rehenes que tienen en su poder está el presidente de los Estados Unidos, James Johnson, amenazando con asesinarlos y destruir todo el complejo si sus exigencias no eran cumplidas. FOXHOUND despliega entonces a uno de sus mejores agentes de campo, nombrado con el nombre código Snake (más adelante rebautizado como Raiden), este agente tiene la misión de rescatar a los rehenes y eliminar a los terroristas. También se ha desplegado una unidad Navy SEAL para organizar un intento de rescate alternativo, pero sin saber nada de la participación de Raiden. Al acercarse al complejo, nota que no es primero que ha conseguido entrar: ya que hay un agujero en la barrera de seguridad. Tras su llegada, conoce a un soldado ruso; este lleva al coronel a deducir que Sons of Liberty ha unido fuerzas con los hombres de Gurlukovich. Raiden pasa por delante de los cuerpos inconscientes de varios soldados hasta que ve a la persona responsable huyendo en un ascensor. El coronel anuncia que un nuevo analista apoyará a Raiden a través del códec: Rosemary, su novia.
Cuando llega al Soporte B, Raiden presencia un brutal asesinato de un escuadrón SEAL a manos de un guerrero con poderes sobrenaturales: Vamp. Raiden sobrevive tras la intervención de un miembro de los SEAL. Una vez que Vamp se va abruptamente, el soldado se presenta como Pliskin. Ahora la misión de éste y de Raiden es encontrar al agente Peter Stillman del Departamento de Policía de Nueva York quien les ayudará a desactivar las bombas que su aprendiz Fat-Man, ha colocado.
Posteriormente Raiden recibe la ayuda de un tal Mr. X, ciborg muy similar a Gray Fox del Metal Gear Solid original, quien le menciona dónde encontrar a Richard Ames, el jefe de seguridad del presidente. También le revela que los terroristas poseen armas nucleares. Raiden se sorprende al escuchar que en el complejo se halla un nuevo tipo de Metal Gear. Antes de poder seguir haciendo preguntas, Mr X. desaparece. Raiden, disfrazado como un terrorista, entra en la habitación en la que están retenidos los rehenes, e identifica a Richard Ames usando un micrófono direccional para detectar el sonido de su marcapasos. El presidente estaba haciendo una inspección en el edificio cuando los terroristas atacaron. Sorprendido por la ingenuidad de Raiden al preguntarle por el rescate, Ames explica que el verdadero objetivo de los terroristas es liberar el distrito de Manhattan en Nueva York y convertirla en una república bajo su mando, Sons of Liberty, en una operación apodada como Outer Heaven. Pretende usar el dispositivo nuclear a gran altitud, para crear un impulso electromagnético que desactivará toda la tecnología de la zona, incluyendo los mercados financieros de Wall Street. Ocelot interrumpe esta conversación, y Ames muere a causa de algo parecido a un tremendo ataque al corazón. Momentos después, Raiden escapa con la ayuda de Mr X. 
Raiden descubre la verdadera identidad de Pliskin o (Solid Snake) después de que ambos luchen contra Solidus Snake, el líder de los terroristas, que les ataca en un avión de despegue vertical Sea Harrier. Cuando Raiden se reúne con el presidente, le espera una sorpresa: James Johnson ha introducido el Código PAL para activar las armas nucleares. Explica que está cansado de ser poco más que un testaferro, una criatura mansa controlada por los Patriots, los verdaderos gobernantes de los Estados Unidos de América. Cuando Raiden pregunta donde está el Metal Gear, Johnson contesta que están sobre él en ese momento. La planta Big Shell es, de hecho, poco más que un camuflaje diseñado para ocultar Arsenal Gear, una gigantesca fortaleza marina.
Arsenal Gear también hospeda una terrorífica arma nueva: un sistema de inteligencia artificial conocido como GW. Este sistema permitirá a los Patriots controlar digitalmente la información que circula a escala mundial por Internet, permitiendo moldear los datos según sus intereses. En resumen, permitirá a los que la usen filtrar la libre difusión de conocimientos.
La única forma de impedir la activación del software GW, le cuenta Johnson a Raiden, es encontrar a uno de los programadores: Emma Emmerich. Ella puede ayudarle a infectar a GW con un virus que lo destruirá. Para impedir la puesta en marcha del dispositivo nuclear, Johnson le pide a Raiden que lo mate. Raiden se niega, pero aparece Ocelot y dispara al presidente, para después irse de una forma tan abrupta como llegó.
Raiden comienza la búsqueda de Emma, pero primero se encuentra con Vamp, al que derrota. Aparentemente, este se hunde en el fondo del mar. Raiden escolta a la hidrofóbica Emma a una reunión con Solid Snake y Otacon. Pero su viaje se ve interrumpido por la súbita reaparición de Vamp, que ataca a Emma. Raiden abre fuego y mata al sanguinario asesino, pero no puede evitar que Vamp hiera mortalmente a la hermana de Otacon. Antes de fallecer, Emma se reconcilia con su hermano, pero su virus no funciona como estaba planeado: la subida de datos se interrumpe antes de que pueda infectar el sistema GW por completo. Mientras un afligido Otacon se marcha para rescatar a los rehenes, Solid Snake y Raiden se dirigen al centro de Arsenal Gear. Para gran sorpresa de Raiden, Solid Snake se reúne con Mr X., que en realidad es Olga Gurlukovich. Se produce un nuevo revés, y Olga deja inconsciente a Raiden.
Cuando Raiden se despierta sobre un potro de tortura del interior de Arsenal Gear, lo primero que ve Raiden al abrir los ojos es a Ocelot y a Solidus. Este último rememora su pasado por largo tiempo olvidado: en su infancia Raiden sirvió como un niño soldado en la Primera Guerra Civil de Liberia, donde fue bautizado como "Jack el Destripador" y "Demonio Blanco". Solidus era su “padrastro”, según sus propias palabras; y deduce que Raiden no puede recordar su pasado porque se ha convertido en un secuaz de los Patriots.
Cuando Solidus y Ocelot se van, Olga Gurlukovich le explica a Raiden que ella y Solid Snake han usado su “captura” para acceder al interior de Arsenal Gear. Snake esta esperando en los alrededores, con el equipo de Raiden. Gurlukovich le cuenta que los Patriots tomaron a su bebé como rehén al nacer; solo le devolverán a su hija si Raiden permanece con vida, por tanto Olga lo ayuda en su misión. De forma secreta, Olga libera al confuso guerrero y luego se marcha
Raiden escapa y se dirige en busca de Snake, quien le regala la espada de Olga. Raiden se pone en contacto con el coronel y con Rose, pero sus conversaciones son más y más extrañas, hasta llegar al puro surrealismo. Otacon le cuenta que lo mensajes del Coronel están llegando desde el interior de Arsenal Gear. El Coronel Campbell y Rose son en realidad IA procedentes del sistema GW. Solid Snake decide ir a por Fortune mientras Raiden acaba luchando contra tres Metal Gear RAY de Solidus Snake.
Se descubre que Solidus es el expresidente de los Estados Unidos, George Sears y en ese momento. Olga sale de su escondite para salvar a Raiden de Solidus, y es asesinada a sangre fría por el expresidente de los Estados Unidos. Solidus afirma que su verdadero objetivo era usar Arsenal Gear para obtener los nombres de los dirigentes de los Patriots, los integrantes del llamado Comité de los Sabios. Ocelot revela finalmente su verdadera identidad. Es un agente de los Patriots que ha perpetrado esta retorcida farsa desde el principio. Inconscientemente, todos sus protagonistas han jugado un papel en el Plan S3: una secuencia de hechos orquestada para crear un simulacro, y así perfeccionar guerreros tan eficaces como Solid Snake, cosa que se ve reflejada en como Raiden ha ido mejorando a medida que el incidente avanzaba. Ocelot le cuenta a Fortune, quien ha capturado a Solid Snake, que su suerte es la mera aplicación de una tecnología de escudos electromagnéticos desarrollada, por los Patriots. Es este el dispositivo el que la protegía de las balas. Presa de la ira, Fortune ataca a Ocelot, pero este está equipado con el mismo sistema. Fortune muere. Al morir Fortune, Ocelot está listo para arrancar a pleno rendimiento el Metal Gear RAY cuando de repente, Liquid Snake se apropia de su cuerpo. Ahora, al controlar al jefe de los espías Patriots, anuncia su intención de destruir su organización. Liquid se sube al Metal Gear RAY y se marcha, seguido por Solid Snake; dejando a Raiden a solas con Solidus. 
Finalmente el Arsenal Gear se estrella en Manhattan, y en el techo del Federal Hall caen Raiden y Solidus Snake. Es aquí donde Solidus le explica a su ex-pupilo que desea acabar con los Patriots ya que al ser un individuo clonado, no podría dejar hijos como descendencia y solamente sería uno más, sin embargo al intentar acabar con los Patriots vería una oportunidad real para quedar en la historia y buscar liberar a su país convirtiéndose así en "Los Hijos de la Libertad" (Sons of Liberty). Tras esta revelación, la IA conocida como GW llama a Raiden y le confirma que son una red neural que controla todos los sistemas del EE. UU. y que lo hacen ya que los humanos son una masa de gente irresponsable en la cornisa de su autodestrucción, por ello deciden crear el plan S3, que en realidad correspondía a “Selection for Societal Sanity” es decir, "Selección de la cordura de la Sociedad", diseñado para filtrar la información que se le entrega a la humanidad, con el propósito de mantener su voluntad y sus acciones controladas, censurándose gran parte de la información que se crea correcto desestimar. Mediante dicho programa se busca el perfeccionamiento del "control mental" del colectivo, induciéndolos indirectamente a la toma de decisiones que The Patriots crea correcta. Raiden sintiéndose una marioneta piensa en no seguir el juego de los Patriots, sin embargo se le recuerda que si no derrota a Solidus el bebé de Olga morirá y ante ello no tiene otra elección que pelear.
Así comienza la lucha definitiva entre Solidus y Raiden usando espadas, resultando este último como el ganador y Solidus falleciendo por sus heridas el frente de la estatua de George Washington. Raiden entra en confusión por lo vivido y el hecho de recordar su oscuro pasado, sin embargo Solid Snake vuelve y le comenta que debe "mirar hacia el futuro y que serán sus actos los que marcarán las futuras generaciones". Luego Raiden se reúne con Rosemary, en el cual se entera de que tendrá un hijo.

## Jugabilidad
La jugabilidad es totalmente la misma que la del juego original, por lo que aún mantiene la jugabilidad sigilosa de los juegos pasados, aunque aquí podremos jugar con Solid Snake, con su traje furtivo de MGS2, su traje de Iroquois Pliskin, y más importante su traje furtivo de MGS1, en el modo "Snake Tales", lo que entusiasmo a todos los fanáticos de Metal Gear, el ver a Solid Snake con el traje que usaba en Metal Gear Solid, y también jugar con Snake en el modo historia, en reemplazo de Raiden, aunque ese modo de jugar con Snake en todo el modo aventura se confirmó que no es canónico en la historia de la saga, y sola y únicamente se hizo para satisfacer a todos los fanes de Solid Snake. Y también podremos jugar con Raiden, ya sea con traje, o sin traje, donde en este último se llama X Raiden.